# 臺北市文山區景美國民小學
臺北市文山區景美國民小學位於臺灣臺北市文山區，是文山區最早成立的學校。本校校名曾隨行政區劃調整而多次更改，其歷史可追溯至1897年設立的「基隆國語傳習所景尾分教場」。

## 沿革
明治三十年（1897年）12月27日設置「基隆國語傳習所景尾分教場」，分教場主任為加藤忠太郎，創立初期借景美集應廟右廂上課。後來因為〈臺灣公學校令〉的發布，改制成「景尾公學校」，加藤忠太郎為首任校長。明治三十四年（1901年）成立女子部，明治三十九年（1906年）又成立內湖分校（1911年改名為木柵公學校，為今木柵國小的前身）。昭和16年（1941年），改名為「景尾國民學校」。
臺灣光復後，名稱隨行政區劃的改變而多次更改。1945年改名為「臺北縣深坑鄉景尾國民學校」，1950年又改名為「臺北縣景美鎮景美國民學校」，1968年，因景美鎮改隸臺北市而更名為「臺北市景美區景美國民學校」，同年因應九年國民教育實施而改制為臺北市景美區景美國民小學。1990年，木柵與景美合併成文山區，再改為臺北市文山區景美國民小學。
文山區的另兩座國小興德國小與武功國小之前身分別為景美國民學校的興德分校與隆盛分校，前者於1954年成立，並於1962年獨立為臺北縣景美鎮興德國民學校；後者於1959年成立，1964年獨立為臺北縣景美鎮隆盛國民學校。

## 老樹
景美國小校內有兩棵超過百年的金龜樹，與三棵超過50年的楓香，皆為臺北市政府登錄、受〈台北市樹木保護自治條例〉保護的老樹。

## 周邊設施
- 景美夜市
- 景美集應廟
- 捷運景美站
- 世新大學